# Балагин, Александр Самойлович
Александр Самойлович Балагин (настоящая фамилия — Гершенович; 14 [26] сентября 1894, Ташкент — 1937) — советский поэт, прозаик, драматург, актёр, режиссёр и сценарист.

## Биография
Родился 26 сентября (14 сентября по старому стилю) 1894 года в Ташкенте. Его отец — Самуил Гершенович, кантонист, один из первых фельдшеров Самарканда, был удостоен звания «Почётный гражданин России» и награждён Георгиевским крестом. Позже семья переехала в Ташкент.
В Ташкенте Александр Балагин напечатал свой первый сборник «Огни сердца», включавший прозу и стихи.
С 1915 года начал работу в области кинематографа — до 1917 года работал как сценарист и режиссёр в Москве, Ленинграде и Грузии на разных кинофабриках. В 1917 году устроился на киностудию АО Фильма, где работал актёром, режиссёром и сценаристом. В 1928 году устроился на работу в Госкинопром Грузии, где поставил в качестве режиссёра фильм — «Пять минут». Писал книги и статьи по вопросам кинематографа. В издательствах выходили его книги:  поэтический сборник «Лунные флейты» (Ташкент: Степные миражи, 1916), драма в трех действиях «Лицо жизни» (Петроград: изд. «Сев. театр. биб-ки» К. П. Ларина, 1917), книга лирики «Капризное сердце» (Тифлис: Белый парус, 1919), сборник «Страна солнца: Стихи о Востоке» (Тифлис: Белый парус, 1919; 2-е изд. вышло в 1920 г.).
Знаковым для него оказался 1917 год, когда он познакомился с выдающимся поэтом Сергеем Есениным.
Был хорошо знаком с Мариной Цветаевой. В альбоме Балагина, который хранится в РГАЛИ, оставили автографы Сергей Есенин, Сергей Городецкий, Аполлон Коринфский, Дмитрий Цензор, Владислав Ходасевич, Юрий Зубовский, Пимен Карпов, Александр Тиняков, Эмиль Кроткий, Мариэтта Шагинян, Рюрик Ивнев, Александр Ширяевец, Ефим Зозуля, Марк Криницкий и др. 
Репрессирован и расстрелян в 1937 году.

## Семья
- 1-й брак — Соловьева Татьяна Викторовна, художница (ум. в 1921 г.)
- 2-й брак — Гринева (псевд., наст. фамилия Кузнецова) Мария Ивановна (1895—1966) — актриса московского Камерного театра, литератор и драматург. Первый муж Кузнецовой — Борис Сергеевич Трухачев (1893—1919), зять Марины Цветаевой. Анастасия Цветаева в своих воспоминаниях писала о ней: «вторая жена моего мужа Бориса, самый близкий мне человек после Марины» (Анастасия Цветаева, Неисчерпаемое. —  М., 1992. — С.178.)
- Брат — Гершенович Рафаил Самойлович (1889—1960), учился в Сорбонне на медицинском факультете; врач-педиатр, доктор наук, профессор, заслуженный деятель науки УзССР (1943). Член корреспондент Берлинского и Парижского общества педиатров. Один из первых организаторов охраны материнства и детства в Узбекистане. 
  - Племянницы: Гершенович (Глюба) Ирена Рафаэлевна и Гершенович (Вахрамеева) Алиса Рафаэлевна — обе врачи (педиатр и кардиолог).

## Фильмография

### Режиссёр
- 1928 — Пять минут + сценарист

### Сценарист
- 1925 — Минарет смерти
- 1927 — Узел
- 1928 — Третья жена муллы